# Estación de Sestao (Cercanías Bilbao)
Sestao es una estación ferroviaria situada en el municipio español homónimo, en la provincia de Vizcaya, comunidad autónoma del País Vasco. Forma parte de la línea C-1 de la red de Cercanías Bilbao operada por Renfe.

## Situación ferroviaria
La estación se encuentra en el punto kilométrico 9,6 de la línea férrea de ancho ibérico que une Bilbao con Santurce, a 11 metros de altitud.

## Historia
Fue inaugurada el 27 de septiembre de 1888 con la apertura al tráfico del tramo Portugalete-Baracaldo de la línea férrea Bilbao-Portugalete.  Las obras corrieron a cargo de la Compañía del Ferrocarril de Bilbao a Portugalete. En 1924 pasó a depender totalmente de Norte la cual mantuvo la gestión de la estación hasta la nacionalización del ferrocarril en España, en 1941 con la creación de RENFE. Desde el 31 de diciembre de 2004, Adif es la titular de las instalaciones. 

## La estación
Se ubica cerca de la Acería Compacta de Bizkaia (ACB) del grupo Arcelor (ArcelorMittal Sestao), antiguamente Altos Hornos de Vizcaya (AHV), frente la salida de los trenes de mercancías de la fábrica que se controlan desde la Estación de Desierto-Baracaldo. Si bien la estación dio servicio a trabajadores debido a la gran extensión de AHV con varias entradas, otras empresas auxiliares y empleos indirectos; hoy en día la estación tiene un tráfico de viajeros escaso. Las razones son las siguientes: La estación de La Iberia se encuentra más cerca de las entradas principales de trabajadores a la ACB que esta estación (fábrica mucho más pequeña que su predecesora), con lo que el tráfico de trabajadores lo cubre La Iberia. La estación se encuentra totalmente alejada del núcleo urbano. Para terminar, la apertura del Metro de Bilbao con estaciones como Urbinaga o Sestao rebajó aún más el volumen de viajeros. Se prevé que, tras la apertura de la intermodal de Urbinaga, es decir, la correspondiente estación de Cercanías Bizkaia a 400 m de la de Sestao, se suprima esta estación.

## Servicios ferroviarios

### Cercanías
Los trenes de la línea C-1 de la red de Cercanías Bilbao que opera Renfe tienen parada en la estación. Entre semanas la frecuencia media es de un tren cada veinte-treinta minutos.
| procedencia/destino | < estación         | Línea | estación > | destino/procedencia |
| ------------------- | ------------------ | ----- | ---------- | ------------------- |
| Bilbao Abando       | Desierto-Baracaldo |       | La Iberia  | Santurce            |